# Viktor Mittag
Viktor Mittag (* 28. Juli 1896 in Wien; † 25. November 1962 ebenda) war ein österreichischer Architekt.

## Leben
Viktor Mittag war der Sohn des Tischlermeisters Alois Mittag und dessen Frau Maria Sedivi. Nach dem Abschluss des Realgymnasiums arbeitete er zunächst in den Ateliers von Carl Witzmann und Hans Prutscher, die über eine Tischlerausbildung verfügten und Möbelentwerfer und Innenarchitekten waren. Da aber beide auch als Architekten tätig waren, wurde wahrscheinlich während dieser Zeit auch bei Viktor Mittag das Interesse daran geweckt. Er besuchte daher von 1912 bis 1914 die Staatsgewerbeschule, wechselte dann aber auf die Kunstgewerbeschule zu Heinrich Tessenow in die Fachklasse für Architektur. Die Einberufung zum Militär während des Ersten Weltkrieges unterbrach seine Ausbildung von 1915 bis 1918. Danach setzte er seine Studien fort, zunächst wieder bei Tessenow, nach dessen Ausscheiden bei Josef Hoffmann. Gleichzeitig besuchte er aber auch die Akademie der bildenden Künste Wien bei Friedrich Ohmann und 1921 bei Franz von Krauß, bei dem er das Studium mit Diplom abschloss. Da Mittag von 1919 bis 1920 auch noch als außerordentlicher Hörer an der Technischen Hochschule bei Karl Mayreder und Franz von Krauß studierte, hat er sämtliche Ausbildungsstätten in Wien, die Architektur unterrichteten, durchlaufen.
Nach dem Studium arbeitete Mittag im Büro von Heinrich Schmid und Hermann Aichinger, Architekten die vor allem im kommunalen Wohnbau der Stadt Wien engagiert waren. Dies wies ihm die Richtung, in der er ab 1924 auch selbständig tätig war, gemeinsam mit Karl Hauschka, bis sich dieser 1935 ins Ausland zurückzog. Nach dem Kriegsdienst im Zweiten Weltkrieg kehrte er erst 1947 in die Heimat zurück. Es gelang ihm wieder, für die Gemeinde Wien tätig zu werden. Mittag arbeitete dabei im Rahmen verschiedener Architektengruppen, außerdem auch für die gemeinnützige Siedlungsgenossenschaft Aufbau im Burgenland.
Viktor Mittag war dreimal verheiratet. Er starb mit 66 Jahren und wurde auf dem Hietzinger Friedhof beigesetzt.

## Werk
Viktor Mittag war ausschließlich im Wohnbau tätig, und hier überwiegend im Gemeindebau. Die frühen Gemeindebauten sind durch eine sehr abwechslungsreiche Gestaltung und den Einsatz von Terrassen, Arkaden, Laubengängen, runden und eckigen Erkern, Loggien, deutlich hervortretenden Gesimsbändern, schweren Torgittern und spitzbogigen Durchgängen akzentuiert. Diese romantisierende und burgenartige Gestaltung steht unter dem Einfluss von Schmid und Aichinger. Die späteren Gemeindebauten, wie der große Wildganshof, sind dagegen einfacher und klarer konzipiert. Gegenüber den Vorkriegsbauten sind jene Wohnbauten, die Mittag nach 1945 errichtete, nüchtern, einfach und zweckmäßig, und ohne künstlerischen Anspruch.

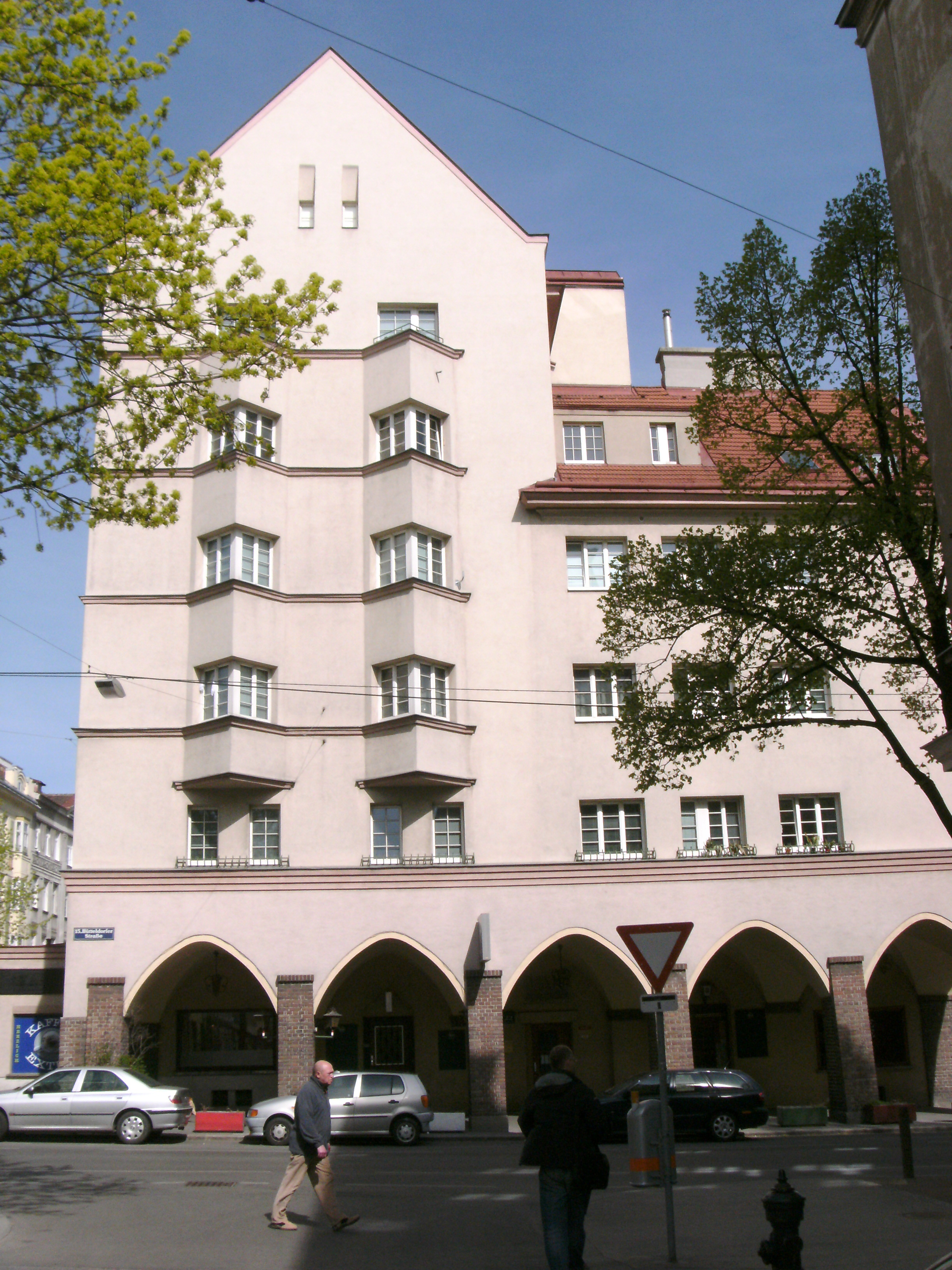
Ebert-Hof (1925–1926)

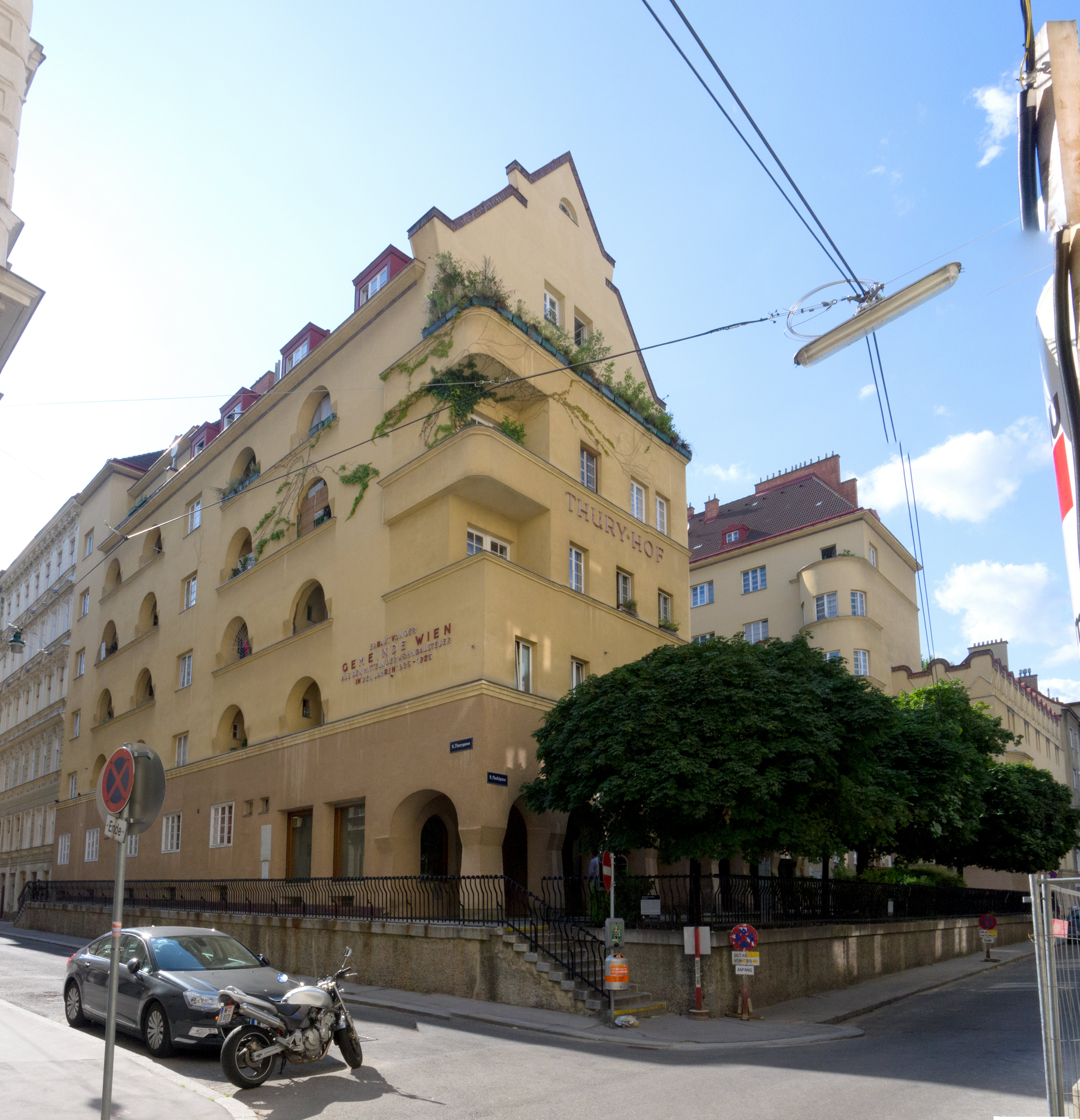
Thury-Hof (1925–1926)

- Wohnhausanlage der Gemeinde Wien „Ebert-Hof“, Hütteldorfer Straße 16–22 / Loeschenkohlgasse 13 / Pouthongasse 23 / Costagasse 2, Wien 15 (1925–1926), mit Karl Hauschka
- Wohnhausanlage der Gemeinde Wien „Thury-Hof“, Marktgasse 3–7 / Salzgasse 2–4, Wien 9 (1925–1926), mit Karl Hauschka
- Verwaltungsgebäude des internationalen Genfer Verbandes, Grüngasse 1a / Schönbrunner Straße 4, Wien 4 (1928–1929), mit Karl Hauschka
- Wohnhausanlage der Gemeinde Wien Goethehof, Schüttaustraße 1–39, Wien 22 (1928–1930), mit Karl Hauschka, Hugo Mayer, Rudolf Frass, Heinrich Schopper, Alfred Chalousch, Johann Rothmüller
- Wohnhausanlage der Gemeinde Wien Wildganshof, Landstraßer Hauptstraße 177–187 / Grasbergergasse 2–4 / Leberstraße 2–2a / Hofmannsthalgasse 1 / Wildgansplatz 1, Wien 3 (1931–1933), mit Karl Hauschka
- Aufstockung des Familienhauses, Maxingstraße 10, Wien 13 (um 1933)
- Wohnhausanlage der Gemeinde Wien, Kaupaunplatz 7, Wien 20 (1949), II. und III. Bauteil mit Anton Dolenz, Anton Schmid, Karl Schubert
- Wohnhausanlage der Gemeinde Wien, Herzgasse 99–101, Wien 10 (1953), mit Gass und Schmidt
- Miethaus „Josef Cudlin-Hof“, Wattmanngasse 26, Wien 13 (1953)
- Planung des Hauses der Ingenieurkammer, Karlsgasse 9, Wien 4 (1960–1966), von J. Lust fertiggestellt
- Planung des Wohn- und Geschäftshauses „J.F. Kennedy-Hof“, Rotenturmstraße 1–3, Wien 1 (1960–1966), mit Georg Lippert